# Saint-Michel-en-Grève
Saint-Michel-en-Grève è un comune francese di 453 abitanti situato nel dipartimento delle Côtes-d'Armor nella regione della Bretagna.

## Storia

### Simboli
Lo stemma, adottato con delibera del consiglio comunale dell'8 febbraio 1988, riprende il blasone della famiglia du Bois di Kerhuel e di Keropartz. Lo si trova raffigurato sulla vetrata della chiesa di San Michele del 1679, di cui i signori di Kerhuel furono i fondatori. Keropartz apparteneva alla stessa parrocchia.

## Società

### Evoluzione demografica
Abitanti censiti